# Sammensat funktion
En sammensat funktion er en matematisk funktion som er dannet ved at lade en den afhængige værdi af én funktion indgå som den uafhængige variabel i en anden funktion. Tilsammen udgør denne sammenstilling én "ny" funktion, som siges at være sammensat af de to oprindelige funktioner. Funktionen {\displaystyle h} siges at være sammensat af funktionerne {\displaystyle f} og {\displaystyle g} (i nævnte rækkefølge), hvis
{\displaystyle h(x)=f(g(x))}

## Notation
Ovenstående eksempel kan også skrives som {\displaystyle h(x)=f(g(x))=(f\circ g)(x)} – det der står efter sidste lighedstegn, læses som f bolle g af x.
I midten af det 20. århundrede mente nogle matematikere dog at det er forvirrende, at den funktion man først bruger, står sidst i ovenstående skrivemåde. De forsøgte at introducere en notation hvor {\displaystyle f(x)} skulle skrives som {\displaystyle xf}, og {\displaystyle f(g(x))} som {\displaystyle xgf}. Denne skrivemåde vandt aldrig nogen udbredelse, og ses i dag kun enkelte steder i ældre litteratur om emnet.
En funktion kan også være sammensat af to eller flere "eksemplarer" af den samme funktion, f.eks.
{\displaystyle g(x)=f(f(x))=(f\circ f)(x)}
Til den type sammensatte funktioner har man en særlig skrivemåde, nemlig
{\displaystyle g(x)=f(f(x))=(f\circ f)(x)=f^{2}(x)}
Udtrykket efter det sidste lighedstegn læses som f i anden af x. Tilsvarende har man
{\displaystyle g(x)=f(f(f(x)))=(f\circ f\circ f)(x)=f^{3}(x)}
{\displaystyle g(x)=f(f(f(f(x))))=(f\circ f\circ f\circ f)(x)=f^{4}(x)}
og så videre. Notationen harmonerer godt med skrivemåden {\displaystyle f^{-1}} for den inverse funktion.
Denne potensskrivemåde må ikke forveksles med den notation man indimellem ser anvendt på de trigonometriske funktioner sinus og cosinus, hvor der skrives {\displaystyle \sin ^{2}x} og {\displaystyle \cos ^{2}x} i stedet for de mere entydige skrivemåder hhv. {\displaystyle (\sin x)^{2}} og {\displaystyle (\cos x)^{2}}.

## Forskrift
Hvis begge funktionerne {\displaystyle f} og {\displaystyle g} er beskrevet ved deres forskrifter; regneudtryk der bestemmer funktionens værdi for et givent tal {\displaystyle x}, kan man bestemme forskriften for hele den sammensatte funktion {\displaystyle (f\circ g)(x)} ved at tage forskriften for {\displaystyle g}, og sætte den ind i stedet for det uafhængige {\displaystyle x} i forskriften for {\displaystyle f}.

## Anvendelse
Indenfor differentialregningen har man ofte brug for at "dele" en funktion med en kompliceret forskrift op i flere funktioner med simplere forskrifter: Kender man differentialkvotienten til disse "bestanddele", kan man nemlig beregne forskriften for den "komplicerede" funktions differentialkvotient efter denne formel:
{\displaystyle (f\circ g)^{\prime }(x)=(f(g(x)))^{\prime }=g^{\prime }(x)\cdot f^{\prime }(g(x))}